# Martin Braithwaite
Martin Christensen Braithwaite (pronunciado /ˈbɹɛθweɪt/; Esbjerg, 5 de junio de 1991) es un futbolista danés que juega en la posición de delantero para el Grêmio del Campeonato Brasileño de Serie A.

## Trayectoria

### Esbjerg fB
Braithwaite comenzó en la academia en Sædding-Guldager Idrætsforening (SGI), después de lo cual se unió al club más grande de su ciudad, el Esbjerg fB. Luego pasó un corto tiempo en la academia deportiva del F. C. Midtjylland, antes de regresar a Esbjerg, firmando un contrato juvenil de tres años en 2007. Durante su segunda temporada en la academia de Esbjerg, Braithwaite fue a pruebas tanto con Reggina como con Newcastle United. Finalmente hizo su debut en 2009, con 63 apariciones en la Superliga y anotando 12 goles, incluidos nueve en la temporada 2012-13 durante la cual apareció en todos los partidos de liga que jugó el equipo. Ganó la Copa de Dinamarca esa misma campaña, anotando dos goles en la vuelta de la semifinal sobre el Brøndby IF.
Tras sus actuaciones en la temporada, fue convocado para la selección danesa en el verano de 2013. Al mismo tiempo, se rumoreaba que estaba atrayendo el interés de varios clubes europeos como A. J. Auxerre, Stade Rennes F. C., Celtic F. C. y Hull City A. F. C.

### Toulouse F. C.
El 14 de agosto de 2013 se hizo oficial su traspaso al Toulouse Football Club por aproximadamente 2 millones de euros. Debutó con el conjunto francés en partido oficial el 23 de agosto de 2013 en un empate 0-0 frente al Mónaco. Llegó a jugar 136 partidos en la Ligue 1, anotando 35 goles.

### Middlesbrough F. C.
El 13 de julio de 2017 firmó un contrato de cuatro años con el Middlesbrough Football Club de la EFL Championship por una tarifa no revelada, que se estimaba en alrededor de 9 millones de £. Bajo la dirección de Garry Monk, se convirtió en el tercer fichaje de la temporada del club, después de Jonny Howson y Cyrus Christie.
Hizo su debut en la liga para el 5 de agosto de 2017 en el Molineux Stadium, donde el Middlesbrough fue derrotado 1-0 por el Wolverhampton Wanderers. Marcó su primer gol para el club el 30 de septiembre de 2017, en un empate 2-2 contra el Brentford F. C. en el Riverside Stadium.
El 31 de enero de 2018 regresó a la Ligue 1 para jugar, esta vez, en el F. C. Girondins de Burdeos en condición de préstamo. Regresó a Middlesbrough para la temporada 2018-19, aunque expresó su deseo de dejar el club e irse a España a jugar.

### C. D. Leganés
Se unió al Club Deportivo Leganés en el comienzo del periodo de traspasos de enero de 2019 un acuerdo de préstamo hasta el final de la temporada. Hizo su debut en la liga el 12 de enero, en una victoria por 1-0 contra la S. D. Huesca, sustituyendo a Guido Carrillo durante los últimos 26 minutos, y marcó su primer gol cuatro días después en una victoria como local 1–0 en la Copa del Rey contra el Real Madrid.
Anotó su primer gol en la liga en una derrota por 3-1 ante el F. C. Barcelona el 20 de enero de 2019 en el Camp Nou, y terminó la campaña con cuatro goles en 19 apariciones en la liga. El 24 de julio regresó al conjunto pepinero en propiedad.

### F. C. Barcelona
El 20 de febrero de 2020 el F. C. Barcelona anunció su fichaje hasta junio de 2024 después de haber abonado los 18 millones de euros de su cláusula de rescisión. La escuadra culé recibió un permiso para firmarlo fuera de un periodo de traspasos debido a la lesión de larga duración de Ousmane Dembélé. Debutó dos días después tras sustituir a Antoine Griezmann en el minuto 72 de la victoria por 5-0 ante la S. D. Eibar y participó en los dos últimos goles del partido, convirtiéndose así en el quinto danés en jugar un partido oficial con el conjunto azulgrana tras Allan Simonsen, Michael Laudrup, Thomas Christiansen y Ronnie Ekelund. Jugó su primer partido como titular el 7 de marzo ante la Real Sociedad en el Camp Nou, partido concluyó con una victoria 1-0 para los azulgrana. Se marchó ovacionado por la afición en el minuto 88 al ser sustituido por Junior Firpo.
El 13 de junio, en el primer partido tras el parón por la pandemia de enfermedad por coronavirus, anotó su primer gol con el conjunto catalán tras marcar el segundo del triunfo por 0-4 ante el R. C. D. Mallorca. El 24 de noviembre marcó un doblete en la victoria por 0-4 ante el F. C. Dinamo de Kiev en la Liga de Campeones 2020-21. Cinco días después volvió a anotar en el triunfo por 4-0 sobre el C. A. Osasuna. El 2 de diciembre anotó por tercer partido consecutivo en la victoria 0-3 sobre el Ferencváros, poniendo el 0-2 y provocando un penalti. El 3 de marzo de 2021 marcó el gol de la victoria en la victoria por 3-0 sobre el Sevilla F. C. en la prórroga, para asegurar al equipo un lugar en la final de la Copa del Rey de 2021. El 15 de agosto anotó un doblete y dio una asistencia en la victoria del Barça por 4-2 sobre la Real Sociedad en la primera jornada de Liga 2021-22; primer partido oficial desde la partida de Lionel Messi del club.

### R. C. D. Espanyol
El 1 de septiembre de 2022 puso fin a su etapa como azulgrana tras llegar a un acuerdo para la rescisión de su contrato. Horas después se hizo oficial su fichaje por el R. C. D. Espanyol hasta 2025. Debutó el día 4 y marcó el único gol de la victoria ante el Athletic Club.
En su primer año el equipo descendió a Segunda División y en pretemporada se marchó de la concentración que estaban realizando en Marbella para forzar su salida. Se acabó quedando y con 22 tantos fue el máximo goleador del campeonato. Terminaron la temporada consiguiendo el ascenso, pero a mediados de julio se aprovechó de una cláusula liberatoria que tenía en su contrato y puso fin a su etapa de blanquiazul.

### Brasil
El 31 de julio de 2024 se hizo oficial su fichaje por Grêmio hasta mediados de 2026, convirtiéndose de este modo en el primer danés en la historia del club. Hizo su debut el 10 de agosto en un partido del Campeonato Brasileño de Serie A ante Cuiabá E. C. en el que marcó un gol en propia puerta antes de lograr un doblete para conseguir los tres puntos.

## Selección nacional
Después de haber representado a varios equipos juveniles nacionales daneses, en el verano de 2012 a Braithwaite se le ofreció la oportunidad de representar a Guyana, siendo elegible a través de su padre guyanés. Rechazó la oferta y pasó a hacer su debut con la selección nacional danesa en junio de 2013 en un amistoso contra Georgia, comenzando el partido y jugando la primera mitad. Permaneció en el equipo para el partido de clasificación para la Copa del Mundo de 2014 contra selección de fútbol de Armenia. Braithwaite anotó su primer gol internacional en su segundo partido en un amistoso en agosto de 2013 contra Polonia.
En mayo de 2018 fue incluido en la última selección de 23 hombres de Dinamarca para la Copa Mundial de la FIFA 2018 en Rusia.

### Participaciones en Copa del Mundo
| Mundial           | Sede  | Resultado        | Partidos | Goles |
| ----------------- | ----- | ---------------- | -------- | ----- |
| Copa Mundial 2018 | Rusia | Octavos de final | 4        | 0     |
| Copa Mundial 2022 | Catar | Fase de grupos   | 2        | 0     |

### Participaciones en Eurocopa
| Torneo        | Sede   | Resultado   | Partidos | Goles |
| ------------- | ------ | ----------- | -------- | ----- |
| Eurocopa 2020 | Europa | Semifinales | 6        | 1     |

## Estadísticas

### Clubes
Actualizado al último partido disputado el 10 de agosto de 2025.
| Club                               | Div.          | Temporada     | Liga  | Liga  | Estatal | Estatal | Copas nacionales | Copas nacionales | Copas internacionales | Copas internacionales | Total | Total |
| Club                               | Div.          | Temporada     | Part. | Goles | Part.   | Goles   | Part.            | Goles            | Part.                 | Goles                 | Part. | Goles |
| ---------------------------------- | ------------- | ------------- | ----- | ----- | ------- | ------- | ---------------- | ---------------- | --------------------- | --------------------- | ----- | ----- |
| Esbjerg fB Dinamarca               | 1.ª           | 2009-10       | 10    | 0     | ―       | ―       | 0                | 0                | —                     | —                     | 10    | 0     |
| Esbjerg fB Dinamarca               | 1.ª           | 2010-11       | 16    | 0     | ―       | ―       | 2                | 0                | —                     | —                     | 18    | 0     |
| Esbjerg fB Dinamarca               | 2.ª           | 2011-12       | 26    | 5     | ―       | ―       | 1                | 0                | —                     | —                     | 27    | 5     |
| Esbjerg fB Dinamarca               | 1.ª           | 2012-13       | 33    | 9     | ―       | ―       | 5                | 2                | —                     | —                     | 38    | 11    |
| Esbjerg fB Dinamarca               | 1.ª           | 2013-14       | 4     | 3     | ―       | ―       | 0                | 0                | —                     | —                     | 4     | 3     |
| Esbjerg fB Dinamarca               | Total club    | Total club    | 89    | 17    | 0       | 0       | 8                | 2                | 0                     | 0                     | 97    | 19    |
| Toulouse F. C. Francia             | 1.ª           | 2013-14       | 32    | 7     | ―       | ―       | 4                | 1                | —                     | —                     | 36    | 8     |
| Toulouse F. C. Francia             | 1.ª           | 2014-15       | 34    | 6     | ―       | ―       | 2                | 0                | —                     | —                     | 36    | 6     |
| Toulouse F. C. Francia             | 1.ª           | 2015-16       | 36    | 11    | ―       | ―       | 5                | 3                | —                     | —                     | 40    | 14    |
| Toulouse F. C. Francia             | 1.ª           | 2016-17       | 34    | 11    | ―       | ―       | 2                | 1                | —                     | —                     | 36    | 12    |
| Toulouse F. C. Francia             | Total club    | Total club    | 136   | 35    | 0       | 0       | 13               | 5                | 0                     | 0                     | 149   | 40    |
| Middlesbrough F. C. Inglaterra     | 2.ª           | 2017-18       | 19    | 5     | ―       | ―       | 2                | 1                | —                     | —                     | 21    | 6     |
| F. C. Girondins de Burdeos Francia | 1.ª           | 2017-18       | 14    | 4     | ―       | ―       | 0                | 0                | —                     | —                     | 14    | 4     |
| F. C. Girondins de Burdeos Francia | Total club    | Total club    | 14    | 4     | 0       | 0       | 0                | 0                | 0                     | 0                     | 14    | 4     |
| Middlesbrough F. C. Inglaterra     | 2.ª           | 2018-19       | 17    | 3     | ―       | ―       | 2                | 0                | —                     | —                     | 19    | 3     |
| Middlesbrough F. C. Inglaterra     | Total club    | Total club    | 36    | 8     | 0       | 0       | 4                | 1                | 0                     | 0                     | 40    | 9     |
| C. D. Leganés · España             | 1.ª           | 2018-19       | 19    | 4     | ―       | ―       | 2                | 1                | —                     | —                     | 21    | 5     |
| C. D. Leganés · España             | 1.ª           | 2019-20       | 24    | 6     | ―       | ―       | 3                | 2                | —                     | —                     | 27    | 8     |
| C. D. Leganés · España             | Total club    | Total club    | 43    | 10    | 0       | 0       | 5                | 3                | 0                     | 0                     | 48    | 13    |
| F. C. Barcelona · España           | 1.ª           | 2019-20       | 11    | 1     | ―       | ―       | 0                | 0                | 0                     | 0                     | 11    | 1     |
| F. C. Barcelona · España           | 1.ª           | 2020-21       | 29    | 2     | ―       | ―       | 7                | 2                | 6                     | 3                     | 42    | 7     |
| F. C. Barcelona · España           | 1.ª           | 2021-22       | 4     | 2     | ―       | ―       | 1                | 0                | 0                     | 0                     | 5     | 2     |
| F. C. Barcelona · España           | Total club    | Total club    | 44    | 5     | 0       | 0       | 8                | 2                | 6                     | 3                     | 58    | 10    |
| R. C. D. Espanyol · España         | 1.ª           | 2022-23       | 31    | 10    | ―       | ―       | 2                | 0                | ―                     | ―                     | 33    | 10    |
| R. C. D. Espanyol · España         | 2.ª           | 2023-24       | 43    | 22    | ―       | ―       | 2                | 0                | ―                     | ―                     | 45    | 22    |
| R. C. D. Espanyol · España         | Total club    | Total club    | 74    | 32    | 0       | 0       | 4                | 0                | 0                     | 0                     | 78    | 32    |
| Grêmio · Brasil                    | 1.ª           | 2024          | 18    | 8     | ―       | ―       | 0                | 0                | 2                     | 0                     | 20    | 8     |
| Grêmio · Brasil                    | 1.ª           | 2025          | 15    | 6     | 9       | 6       | 4                | 2                | 4                     | 1                     | 32    | 15    |
| Grêmio · Brasil                    | Total club    | Total club    | 33    | 14    | 9       | 6       | 4                | 2                | 6                     | 1                     | 52    | 23    |
| Total carrera                      | Total carrera | Total carrera | 469   | 125   | 9       | 6       | 46               | 15               | 12                    | 4                     | 536   | 150   |

### Selección nacional
Actualizado al último partido disputado el 26 de junio de 2021.
| Selección nacional | Año   | Partidos | Goles |
| ------------------ | ----- | -------- | ----- |
| Dinamarca          | 2013  | 5        | 1     |
| Dinamarca          | 2014  | 2        | 0     |
| Dinamarca          | 2015  | 5        | 0     |
| Dinamarca          | 2016  | 2        | 0     |
| Dinamarca          | 2017  | 3        | 0     |
| Dinamarca          | 2018  | 12       | 2     |
| Dinamarca          | 2019  | 10       | 4     |
| Dinamarca          | 2020  | 7        | 0     |
| Dinamarca          | 2021  | 8        | 3     |
| Total              | Total | 54       | 10    |

A partir del partido jugado el 26 de junio de 2021. La puntuación de Dinamarca aparece en primer lugar, la columna de puntuación indica la puntuación después de cada gol de Braithwaite.
| N.º | Fecha                   | Lugar                                     | Partido | Oponente             | Puntuación | Resultado | Competición                         |
| --- | ----------------------- | ----------------------------------------- | ------- | -------------------- | ---------- | --------- | ----------------------------------- |
| 1   | 14 de agosto de 2013    | Arena Gdansk, Gdansk, Polonia             | 2       | Polonia              | 2–1        | 2–3       | Partido amistoso                    |
| 2   | 16 de octubre de 2018   | MCH Arena, Herning, Dinamarca             | 27      | Austria              | 2–0        | 2–0       | Partido amistoso                    |
| 3   | 16 de noviembre de 2018 | Cardiff City Stadium, Cardiff, Gales      | 28      | Gales                | 2–0        | 2–1       | Liga de Naciones de la UEFA 2018-19 |
| 4   | 10 de junio de 2019     | Parken Stadion, Copenhague, Dinamarca     | 33      | Georgia              | 5–1        | 5–1       | Clasificación para la Eurocopa 2020 |
| 5   | 15 de octubre de 2019   | Aalborg Portland Park, Aalborg, Dinamarca | 37      | Luxemburgo           | 1–0        | 4–0       | Partido amistoso                    |
| 6   | 15 de noviembre de 2019 | Parken Stadion, Copenhague, Dinamarca     | 38      | Gibraltar            | 3–0        | 6–0       | Clasificación para la Eurocopa 2020 |
| 7   | 18 de noviembre de 2019 | Estadio Aviva, Dublín, Irlanda            | 39      | Irlanda              | 1–0        | 1–1       | Clasificación para la Eurocopa 2020 |
| 8   | 25 de marzo de 2021     | Bloomfield Stadium, Tel Aviv-Yafo, Israel | 47      | Israel               | 1-0        | 2-0       | Eliminatorias Copa del Mundo 2022   |
| 9   | 6 de junio de 2021      | Brøndby Stadion, Brøndby, Dinamarca       | 50      | Bosnia y Herzegovina | 1-0        | 2-0       | Partido amistoso                    |
| 10  | 27 de junio de 2021     | Amsterdam Arena, Ámsterdam, Países Bajos  | 54      | Gales                | 4-0        | 4-0       | Eurocopa 2020                       |

## Palmarés

### Títulos nacionales
| Título            | Club            | País      | Año     |
| ----------------- | --------------- | --------- | ------- |
| Primera División  | Esbjerg fB      | Dinamarca | 2011-12 |
| Copa de Dinamarca | Esbjerg fB      | Dinamarca | 2012-13 |
| Copa del Rey      | F. C. Barcelona | España    | 2020-21 |

### Distinciones individuales
| Distinción                                       | Año     |
| ------------------------------------------------ | ------- |
| Trofeo Pichichi de la Segunda División de España | 2023-24 |

## Vida personal
Braithwaite tiene un padre guyanés y su hermana menor Mathilde (nacida en 2002) juega al fútbol en el KoldingQ y en la selección nacional femenina sub-16 de Dinamarca.
Braithwaite es el sobrino y socio comercial del promotor inmobiliario con sede en Estados Unidos, nacido en Dinamarca, Philip Michael. Son copropietarios de bienes raíces en el mercado de Nueva York y están construyendo un rascacielos histórico en Jersey City, Nueva Jersey.
Braithwaite está casado con la empresaria, periodista y personalidad televisiva francesa Anne-Laure Louis; tienen dos hijos juntos. Braithwaite también es el padrastro de los 2 hijos biológicos de su esposa de una relación anterior.